# Austin Herrera Davis
Austin Herrera Davis (...) è un attore statunitense.

## Filmografia
- What Should You Do?, nell'episodio "Biting Mad" (2003)
- Mike's Kids (2003)
- Sharkskin 6 (2005)
- Passions (Passions), nell'episodio del 14 dicembre 2005
- Una parola per un sogno (Akeelah and the Bee) (2006)
- Wolves in the Woods (2006) Cortometraggio
- iCarly (iCarly), negli episodi "Io voglio più visitatori" (2007) e "Il sogno di ballare" (2007)